# Борго Сан Сиро
Бо̀рго Сан Сѝро (на италиански: Borgo San Siro, на местен диалект: Burgh San Sir, Бург Сан Сир) е село и община в Северна Италия, провинция Павия, регион Ломбардия. Разположено е на 98 m надморска височина. Населението на общината е 1006 души (към 2017 г.).